# Arnauld Brejon de Lavergnée
Arnauld Brejon de Lavergnée est un historien de l'art et conservateur de musée français, né à Rennes le 25 mai 1945.

## Biographie

### Famille
Né à Rennes le 25 mai 1945, Arnauld Brejon de Lavergnée est le fils de Jacques Brejon de Lavergnée, universitaire et de Monique Perquis.

### Carrière
Arnauld Brejon de Lavergnée est pensionnaire à la Villa Médicis, à Rome, en 1972-1973.
Il a commencé sa carrière de conservateur au musée de Cluny en 1974, où il est chargé avec Alain Erlande-Brandenburg de la rénovation du château d'Écouen avec l'installation du Musée national de la Renaissance, avant d’être nommé conservateur au département des peintures du musée du Louvre en 1976, chargé des peintures italiennes des XVIIe et XVIIIe siècles.
Il a été nommé en 1987 conservateur du Palais des Beaux-Arts de Lille, dont il a assuré la rénovation. En 2003, conservateur général du patrimoine, il est chargé de la direction des collections du Mobilier national qu'il a quittée pour prendre sa retraite, en mai 2012.
Il a été élu, le 9 juin 1993, correspondant de l'Académie des beaux-arts dans la section des membres libres.
Il apparaît dans son propre rôle de conservateur du Palais des Beaux-arts de Lille, dans le film de Bruno Dumont, L'humanité, 1999.

## Distinctions
- Commandeur de la Légion d'honneur. Nommé au grade de chevalier en 2001.
- Chevalier de l'ordre national du Mérite
- Officier de l'ordre des Arts et des Lettres

## Expositions
- Les Pleurants dans l'art du Moyen âge en Europe, Musée des beaux-arts de Dijon, en 1971.
- Objets d'art italiens de la Renaissance, collections du Musée du Louvre, du Musée de Cluny et du Musée de l'armée à Paris, au  Musée des arts décoratifs de Bordeaux, 12 mai-29 juin 1975, Musée Thomas-Dobrée de Nantes, 4 juillet-8 septembre 1975, Musée lyonnais des arts décoratifs de Lyon, 15 septembre-16 novembre 1975.
- Exposition consacrée aux caravagesques français à la Villa Médicis, en 1987.
- Commissaire de l'exposition Louis Boilly', en 1989.
- Plans en relief des villes du Nord, en 1990.
- Renaissance et baroque, les dessins italiens dans les collections du Musée des Beaux-Arts de Lille ", en 1991.
- L'Europe de la Faïence XVIIe et XVIIIe siècles dans les collections du Musée des Beaux-Arts de Lille.
- Rubens, au Palais des beaux-arts de Lille, 6 mars - 14 juin 2004
- Les tapisseries de Louis XIV dans la galerie des Gobelins, en 2009[8].
- Poussin et Moïse. Du dessin à la tapisserie, à la Villa Médicis, puis au Musée des Beaux-Arts de Bordeaux, enfin à la galerie des Gobelins[9], de juin à septembre 2012[10].

## Publications
- avec Jean-Pierre Reverseau, Pierre Arizzoli-Clémentel, Objets d'art italiens de la Renaissance, Direction des musées de France, 1975.
- L'Univers de Poussin (Les Carnets de dessins), H. Scrépel, Paris, 1977.
- Catalogue sommaire des peintres flamands et hollandais du Musée du Louvre, Paris, 1979.
- Catalogue sommaire des peintures italiennes, allemandes et espagnoles du musée du Louvre, Paris, 1981.
- L'Inventaire de Le Brun de 1683 : les collections des peintures de Louis XIV, Paris, 1987.
- avec Stéphane Loire, Caravage, La mort de la Vierge, A. Biro, Paris, 1990.
- Lille au XVIIe siècle. Des Pays-Bas espagnols au Roi-Soleil, RMN, Paris, 2004.  (ISBN 978-2711840045)
- avec Jean-Claude Boyer, Emmanuel Coquery, Barbara Brejon de Lavergnée, L'Appel de l'Italie, artiste français et nordiques dans la péninsule. Dessins des XVIIe et XVIIIe siècles, Éditions Gourcuff Gradenigo, Paris, 2006.  (ISBN 978-2353400072)
- avec Lizzie Boubli, Sophie Harent, Guillaume Kazerouni, Catherine Loisel, Splendeurs baroques de Naples. Dessins des XVIIe et XVIIIe siècles, Éditions Gourcuff Gradenigo, Paris, 2006.  (ISBN 978-2353400034)
- avec Bernard Schotter, Charley Chétrit, Jean Fouace, Dix années de création. 1997-2007, Tapisseries, tapis, mobilier, Réunion des musées nationaux, Paris, 2007.  (ISBN 978-2-7118-5300-7)
- avec Jean Vittet, Valérie Auclair, À l'origine des Gobelins. La Tenture d'Artémise. La redécouverte d'un tissage royal, RMN, Paris, 2007.  (ISBN 978-2711853021)
- avec Monique de Savignac et Jean Vittet, La collection de tapisseries de Louis XIV, éditions Faton, Dijon, 2010.  (ISBN 978-2-87844-126-0)
- Le Dossier Caravage. Psychologie des attributions et psychologie de l'art, Flammarion, Paris, 2010.  (ISBN 978-2081240834)
- avec Marc Bayard, Eric de Chassey, Poussin et Moïse - Du dessin à la tapisserie (2 volumes), Drago, Rome, 2011.  (ISBN 978-88-88493-80-0)
- avec Jean Vittet, La tapisserie hier et aujourd'hui, La Documentation Française, Paris, 2011.  (ISBN 978-2904187308)
- avec Matthieu Somon et Christoph Henry, Poussin et Moïse. Histoires tissées, éditions Faton, Dijon, 2012.  (ISBN 978-2-87844-165-9)
- avec Hans Vlieghe, Hans Devisscher, catalogue d'exposition Rubens, 2014  (ISBN 978-9053495001)